# 拉德拉万
拉德拉万（Ladrawan），是印度哈里亚纳邦Jhajjar县的一个城镇。总人口8007（2001年）。

## 人口
该地2001年总人口8007人，其中男性4438人，女性3569人；0—6岁人口1373人，其中男732人，女641人；识字率48.94%，其中男性为56.69%，女性为39.31%。